# Hippolyta

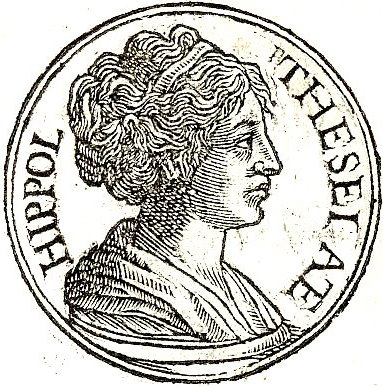
Hipolita (imagine din Promptuarii Iconum Insigniorum)

În mitologia greacă, Hipolita (greacă Ἱππολύτη) era o regină a amazoanelor. Ea avea un brâu magic care i-a fost dat de tatăl ei Ares, zeul războiului. Brâul era o centură care semnifica autoritatea ei ca regină a amazoanelor. A fost ucisă din greșeală de sora ei Penthesilea.
| Predecesor: Otrera | Regină a amazoanelor | Succesor: Penthesilea |